# 익산군 을
익산군 을은 대한민국의 옛 국회의원 선거구이다. 당시 전라북도 익산군의 일부 지역을 관할했다.

## 역사
제헌 국회의원 선거를 앞두고 익산군의 일부 지역을 관할하는 선거구로 신설되었다. 신설 당시 익산군 함라면, 웅포면, 성당면, 용안면, 함열면, 낭산면, 망성면, 황화면, 여산면을 관할했다.
제6대 국회의원 선거를 앞두고 이리시, 익산군 갑 선거구와 통합되어 이리시·익산군 선거구를 이루게 됨에 따라 폐지되었다.

## 역대 국회의원
| 선거   | 정당 | 정당       | 의원   |
| ------ | ---- | ---------- | ------ |
| 1948년 |      | 무소속     | 이문원 |
| 1950년 |      | 민주국민당 | 윤택중 |
| 1954년 |      | 무소속     | 강세형 |
| 1958년 |      | 민주당     | 윤택중 |
| 1960년 |      | 민주당     | 윤택중 |

## 역대 선거 결과

### 대한민국 제헌 국회의원 선거
|  | 36.13% |

|  | 25.56% |

|  | 19.62% |

|  | 10.74% |

|  | 7.93% |

### 대한민국 제2대 국회의원 선거
|  | 13.70% |

|  | 12.65% |

|  | 11.49% |

|  | 8.55% |

|  | 6.76% |

|  | 6.21% |

|  | 5.57% |

|  | 4.73% |

|  | 4.73% |

|  | 4.20% |

|  | 3.28% |

|  | 3.05% |

|  | 2.60% |

|  | 2.55% |

|  | 2.26% |

|  | 1.82% |

|  | 1.76% |

|  | 1.65% |

|  | 1.24% |

|  | 1.12% |

### 대한민국 제3대 국회의원 선거
|  | 40.51% |

|  | 34.45% |

|  | 21.20% |

|  | 3.81% |

### 대한민국 제4대 국회의원 선거
|  | 40.85% |

|  | 36.87% |

|  | 16.36% |

|  | 5.91% |

### 대한민국 제5대 국회의원 선거
|  | 45.45% |

|  | 13.95% |

|  | 13.05% |

|  | 12.74% |

|  | 10.35% |

|  | 4.44% |